# José Roldán Martínez
José Roldán Martínez – hiszpański malarz romantyczny pochodzący z Sewilli.
Studiował a później został członkiem Akademii Sztuk Pięknych w Sewillii. Brał udział w różnych edycjach Krajowej Wystawy Sztuk Pięknych w Madrycie zdobywając III medal w latach 1858, 1860 i 1862. Malował głównie portrety i dzieła o tematyce kostumbrystycznej, często przedstawiał dzieci ulicy i żebraków. Naśladował Estebana Murillo w tematach, technikach malarskich i kolorach.